# كوكاتو بيضاء

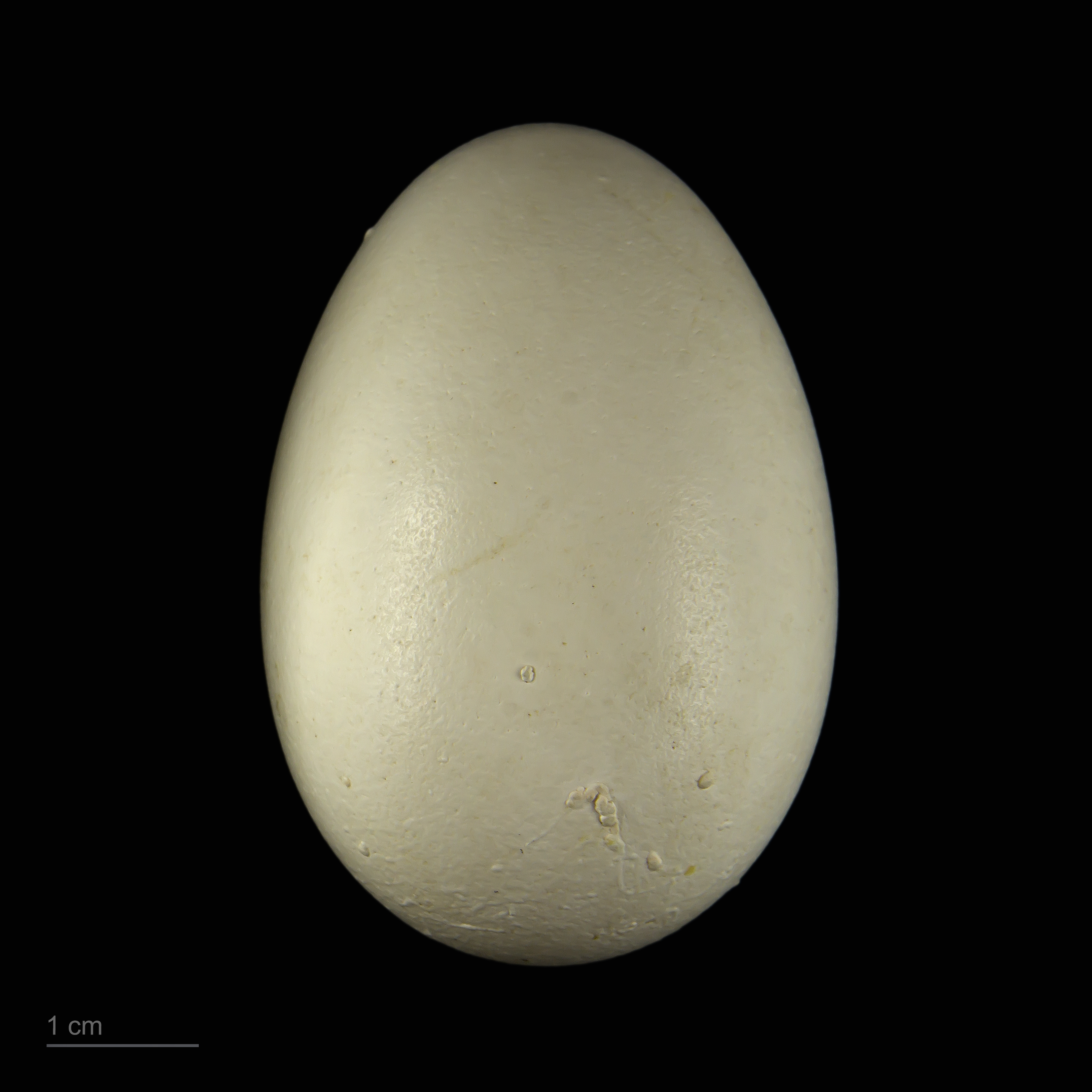
Cacatua alba

كوكاتو بيضاء (الاسم العلمي Cacatua alba) نوع من الببغاء ينتمي إلى فصيلة الكوكاتو، متوسط الحجم،
يستوطن الغابات المطيرة الاستوائية في جزر إندونيسيا، وريش الجسم عنده أبيض اللون والرياش العرفية
صفراء.